# 몬타나의 경비병
《몬타나의 경비병》(The Guard of Montana)은 장운의 퓨전 판타지 소설 작품으로, 2010년 10월 4일에 1권이 출판되었고, 다음 해인 2011년 3월 4일에 6권으로 완결이 났다.

## 등장인물
다스 베이더
세실리아 클라우드
이리아 클라우드
이시벨
리비아
루크 아미달라
레이아 아미달라
클로드 세잔
에드아르 마네
에데르 바리아스
발렌시아
카이젤 스트리머
엘레나
워조르 교르제
헤밀턴 클라우드
제시 클라우드
한스